# The Great Silver Eye
The Great Silver Eye – jest to kompilacja najlepszych piosenek portugalskiego zespołu Moonspell.

## Lista utworów
1. "Wolfshade (A Werewolf Masquerade)" – 07:44
2. "Vampiria" – 05:36
3. "Alma Mater" – 05:37
4. "Opium" – 02:47
5. "Raven Claws" – 03:16
6. "Full Moon Madness" – 06:47
7. "2econd Skin" – 04:51
8. "Magdalene" – 06:17
9. "Soulsick" – 04:16
10. "Lustmord" – 03:45
11. "Firewalking" – 03:06
12. "Nocturna" – 03:52
13. "Everything Invaded" - 06:17
14. "Capricon at Her Feet" - 06:05
15. "Finisterra" - 04:09
16. "Luna" - 04:43